# Književnost u 2006.
◄◄ | ◄ | 2003. | 2004. | 2005. | 2006.  | 2007. | 2008. | 2009. | ► | ►►
Arhitektura • Astronautika • Astronomija • Biologija • Film • Fotografija • Glazba • Kazalište • Kemija • Kiparstvo • Knjige • Književnost • Kršćanstvo • Meteorologija • Medicina • Planinarstvo • Politika • Pravo • Promet • Slikarstvo • Strip • Šport • Televizija • Znanost • Zrakoplovstvo • Željeznički promet
Književnost u 2006.

## Svijet

### Nagrade i priznanja
- Nobelova nagrada za književnost:

## Hrvatska i u Hrvata

### Književna djela
- Ruta Tannenbaum Miljenka Jergovića

## Vanjske poveznice
|  | Zajednički poslužitelj ima još gradiva o temi Književnost u 2006. |